# Never, Neverland (singolo)
Never, Neverland è il primo singolo estratto dal secondo album del gruppo thrash metal canadese degli Annihilator, il cui titolo è uguale al titolo della canzone, oltre che il secondo singolo pubblicato dalla band.

## Il brano
È una canzone molto calma che comincia con un arpeggio di chitarra acustica (anche se in concerto è suonato con la chitarra elettrica) di Jeff Waters, a cui segue un intermezzo strumentale contenente dei riff tipicamente thrash, ma finito l'intermezzo entra di nuovo in scena l'arpeggio di chitarra acustica. Dopo una performance vocale di Coburn Pharr con un sottofondo pulito e per la maggior parte acustico, entrano all'improvvisa le chitarre elettriche e la canzone diventa immediatamente più pesante e thrash. Dopo un assolo di chitarra elettrica si ritorna all'arpeggio di chitarra acustica, e la canzone finisce.
La canzone viene suonata quasi sempre in concerto ed è l'unico singolo degli Annihilator a non essere accompagnato da un video insieme a Phoenix Rising, dall'album Set the World on Fire, del 1993.
Dallo stesso album è stato estratto anche un altro singolo, Stonewall, di cui è stato girato un video musicale.

## Formazione
- Jeff Waters - chitarra solista, chitarra acustica
- Coburn Pharr - voce
- Dave Scott Davis - chitarra ritmica
- Wayne Darley - basso
- Ray Hartmann - batteria